# Georges Boulogne
Georges Boulogne (* 1. Juli 1917 in Haillicourt, Département Pas-de-Calais; † 24. August 1999) war ein französischer Fußballtrainer und -funktionär, der von März 1969 bis Mai 1973 leitend für die französische A-Nationalelf verantwortlich war.

## Trainer
Georges Boulogne hatte selbst als Amateur in Amboise Fußball gespielt. Nach dem Zweiten Weltkrieg trainierte er zunächst mehrere Vereinsmannschaften, unter anderem CO Saint-Dizier und FC Mulhouse, bevor er begann, im französischen Fußballverband FFF verschiedene Aufgaben wahrzunehmen.
Ab 1958 arbeitete er dort in der Trainerausbildung und war zudem nacheinander für die Jugend-, Amateur- und B-Nationalmannschaften verantwortlich. Anfang 1969 trat er die Nachfolge von Louis Dugauguez als Cheftrainer (sélectionneur-entraîneur) der französischen A-Nationalelf an.
Das erste Spiel der Équipe tricolore unter Boulognes Führung endete mit einer 0:5-Schlappe in Wembley. Mit 15 Siegen, fünf Remis und elf Niederlagen fiel seine Länderspielbilanz eher bescheiden aus; Frankreich verpasste in dieser Zeit die Qualifikation zu den Endrunden der Weltmeisterschaft 1970 (Gruppenzweiter hinter Schweden), der Europameisterschaft 1972 (Dritter hinter Ungarn und Bulgarien) sowie der WM 1974 (erneut nur Dritter – in einer Dreiergruppe – hinter der UdSSR und Irland). Frankreichs letztes Spiel der WM-Qualifikation (0:2 in Moskau) war zugleich auch das letzte des Trainers, den Ștefan Kovács ablöste. Gegen Mannschaften aus dem deutschsprachigen Raum gab es gleichfalls unter Boulogne nur Niederlagen (1:2 in der Schweiz und 0:1 in Österreich, beide 1970).

## Verbandsfunktionär
Bereits 1970, während seiner Trainertätigkeit für les Bleus, wurde er Directeur Technique National der FFF und blieb in dieser neu geschaffenen, einflussreichen Position bis 1982, in der er sich als Erneuerer des französischen Fußballs einen Namen machte. Unter anderem reformierte Boulogne die Trainerausbildung, setzte die Einführung von Nachwuchszentren (centres de formation) bei allen professionellen Vereinen durch, organisierte regelmäßige Sichtungslehrgänge für Nachwuchsspieler in allen Regionen und führte die Landespokalwettbewerbe für Kinder- (minimes) und Schülermannschaften (cadets) ein. Er gilt als einer der maßgeblichen „Väter der Talentschmiede INF in Clairefontaine“.
Außerdem hat er Bücher zur Trainingslehre veröffentlicht, deren bekanntestes „Le Guide pratique du football“ (1977 gemeinsam mit Roland Chatard und Michel Hidalgo verfasst) ist.
Das Stadion des AC Amboise trägt heute den Namen Stade Georges-Boulogne. Außerdem veranstalten die Vereine in ganz Frankreich alljährlich an einem Herbsttag die Journée Georges Boulogne, an der die jüngsten Fußballerjahrgänge (poussins) sich präsentieren.